# Resolución 757 del Consejo de Seguridad de las Naciones Unidas
La resolución 757 del Consejo de Seguridad de las Naciones Unidas fue adoptada el 30 de mayo de 1992. Reafirmando las resoluciones 713 (1991), 721 (1991), 724 (1991), 727 (1992), 740 (1992) 743 (1992), 749 (1992) y 752 (1992), el Consejo de Seguridad condenó la indisposición de las autoridades yugoslavas para implementar la resolución 752. 
Luego de exigir al ejército croata respetar el artículo 4 de la resolución 752, el Consejo de Seguridad expidió una serie de sanciones contra Yugoslavia, las cuales debían ser aplicadas por todos los países miembros de la ONU. Así mismo, la resolución hizo un llamado para establecer una zona de seguridad en Sarajevo y su aeropuerto. 
La resolución fue aprobada con 13 votos a favor, ningún voto en contra y 2 abstenciones: China y Zimbabue.

## Las sanciones
La resolución exigió que todos los países miembros de las Naciones Unidas aplicaran las siguientes sanciones a menos que la resolución 752 haya sido implementada:
- Impedir la importación de productos y servicios de Yugoslavia o actividades para promover tales exportaciones.
- Evitar la venta de productos y servicios a Yugoslavia, excepto por necesidades humanitarias.
- No entregar recursos financieros a Yugoslavia o a ciudadanos o empresas de Yugoslavia.
- Impedir a las aeronaves despegar, aterrizar o sobrevolar su territorio si viene de Yugoslavia o va para Yugoslavia, excepto para asuntos humanitarios.
- Prohibir el mantenimiento de aeronaves en Yugoslavia u operadas por empresas yugoslavas.
- Reducir el personal diplomático y consular en Yugoslavia.
- Evitar la participación de deportistas yugoslavos en competencias internacionales.
- Suspender intercambios y visitas de naturaleza científica, técnica y cultural.

El Consejo de Seguridad decidió que estas sanciones no aplicarían para la Fuerza de Protección de la ONU, la Conferencia sobre Yugoslavia o la Misión de Monitoreo de la Comunidad Europea.

## Sanciones deportivas
La selección yugoslava de fútbol había clasificado para la Eurocopa de 1992 en Suecia, pero debido a las sanciones de la ONU fue descalificada. El segundo de su grupo eliminatorio, Dinamarca, reemplazó a Yugoslavia y ganó el torneo. Debido a las sanciones, Yugoslavia tampoco pudo competir en la eliminatoria europea para el Mundial de fútbol de 1994 en Estados Unidos y se le fue retirada la sede del Campeonato Mundial de Baloncesto de 1994, siendo Canadá designado como nuevo país anfitrión.
Para los Juegos Olímpicos de 1992 en Barcelona, el Comité Olímpico Internacional llegó a un acuerdo con la ONU según el cual el comité Olímpico yugoslavo no sería invitado a la Olimpiada pero a los deportistas yugoslavos se les permitiría competir bajo el nombre de "Participantes Olímpicos Independientes". Una medida similar tuvo lugar para los Paralímpicos de ese año.